# Katherine Woodville (Schauspielerin)
Katherine Woodville, eigentlich Rosemary H. Mason (* 12. März 1938 in London, England; † 5. Juni 2013 in Portland, Oregon), die auch als Catherine Woodville und Kate Woodville bekannt ist, war eine britische Film- und Fernsehschauspielerin. Sie erlangte unter dem Namen Catherine Woodville (1955–1966) in Großbritannien Bekanntheit. Nach ihrem Umzug in die Vereinigten Staaten 1967 änderte sie ihren Namen aus beruflichen Gründen in Kate Woodville. In New York City wurde sie ein Mitglied der Schauspielwerkstatt The Actors Studio.

## Leben
Katherine Woodville wurde durch zahlreiche Film- und Fernsehauftritte bekannt, wie zum Beispiel durch ihre Rollen in Simon Templar, Zeit der Sehnsucht, Kobra, übernehmen Sie, Mannix und Detektiv Rockford – Anruf genügt. In der Fernsehserie Raumschiff Enterprise spielte sie 1968 die Rolle der Hohepriesterin Natira in der Folge Der verirrte Planet.
In dem 1975 auf der Berlinale für den Goldenen Bären nominierten Western Männer des Gesetzes (Posse), des Regisseurs Kirk Douglas, spielte sie die Rolle der Mrs. Cooper.
Katherine Woodville war zweimal verheiratet: In erster Ehe war sie von 1965 bis 1969 mit dem Schauspieler Patrick Macnee verheiratet, mit dem sie zusammen in der Fernsehserie Mit Schirm, Charme und Melone spielte. Im Juni 1979 heiratete sie im Alter von 41 Jahren den damals 28-jährigen Schauspieler Edward Albert – den Sohn von Eddie Albert – mit dem sie bis zu seinem Tod im Jahr 2006 verheiratet blieb. Sie hatten eine gemeinsame Tochter, die im August 1980 geborene Dichterin und Songwriterin Thais „Tai“ Carmen.
Katherine Woodville zog sich Ende der 1970er Jahre aus dem Filmgeschäft zurück. Sie starb im Juni 2013 im Alter von 75 Jahren an Krebs.

## Filmografie (Auswahl)
- 1960: The Mystery of Edwin Drood (Fernsehminiserie, sieben Folgen)
- 1961: Clue of the New Pin
- 1961, 1962: Mit Schirm, Charme und Melone (The Avengers, Fernsehserie, zwei Folgen)
- 1962: Sir Francis Drake (Fernsehserie, zwei Folgen)
- 1962: The Wild and the Willing
- 1963: Polizeispitzel X 2 (The Informers)
- 1964: Simon Templar (The Saint, Fernsehserie, zwei Folgen)
- 1965: Zeit der Sehnsucht (Days of Our Lives, Fernsehserie, eine Folge)
- 1965: The Crooked Road
- 1965: The Party’s Over
- 1965: Die Letzten von Fort Kandahar (The Brigand of Kandahar)
- 1968: Raumschiff Enterprise (Star Trek, Fernsehserie, Folge 3x08 Der verirrte Planet)
- 1968: Kobra, übernehmen Sie (Mission: Impossible, Fernsehserie, Folge 2x16 Die Topspionin)
- 1968, 1970: Ihr Auftritt, Al Mundy (It Takes a Thief, Fernsehserie, zwei Folgen)
- 1968, 1971: Mannix (Fernsehserie, zwei Folgen)
- 1970: Die Leute von der Shiloh Ranch (The Men from Shiloh, Fernsehserie, Folge 9x11 Der Revolver)
- 1972: Visum für die Hölle (Black Gunn)
- 1973: Extreme Close-Up
- 1974: Kung Fu (Fernsehserie, Folge 2x12 Caine und der Gesetzlose)
- 1975: Männer des Gesetzes (Posse)
- 1975, 1976: Detektiv Rockford – Anruf genügt (The Rockford Files, Fernsehserie, zwei Folgen)
- 1976: Die Entführung des Lindbergh-Babys (The Lindbergh Kidnapping Case)
- 1978: Unsere kleine Farm (Little House on the Prairie, Fernsehserie, Folge 5x04 Der dicke Mann)
- 1979: Wonder Woman (Fernsehserie, Folge 3x16 Stars leben gefährlich)
- 1979: Eight Is Enough (Fernsehserie, zwei Folgen)